# پوکا هیرکا (هواراز-یونگی)
پوکا هیرکا (به اسپانیایی: Puca Jirca) یک کوه در پرو است که در Peru, Ancash Region واقع شده‌است. پوکا هیرکا ۴٬۸۷۰ متر بالاتر از سطح دریا واقع شده‌است.